# Johny Schleck
Johny Schleck (Assel, Bous, 22 de novembre de 1942) és un ciclista luxemburguès, ja retirat, que va ser professional de 1965 a 1974. Anteriorment, com a ciclista amateur, va prendre part en els Jocs Olímpics d'Estiu de 1964, on fou dinovè en la cursa en ruta del programa de ciclisme. És el pare dels també ciclistes Fränk i Andy Schleck.
En el seu palmarès com a professional destaquen dos Campionats nacionals en ruta, el 1965 i 1973, i una etapa a la Volta a Espanya de 1970.

## Palmarès
- 1963
  - 1r a la Fletxa del sud
- 1964
  - Vencedor de 2 etapes a la Volta a Àustria
  - Vencedor d'una etapa al Tour de l'Avenir
- 1965
  -  Campió de Luxemburg en ruta
- 1967
  - Vencedor d'una etapa al Tour de l'Oise
  - Vencedor d'una etapa de la Volta a Luxemburg
- 1970
  - Vencedor d'una etapa a la Volta a Espanya
- 1973
  -  Campió de Luxemburg en ruta

### Resultats al Tour de França
- 1965. 52è de la classificació general
- 1966. 35è de la classificació general
- 1967. 20è de la classificació general
- 1970. 19è de la classificació general
- 1971. 22è de la classificació general
- 1972. 30è de la classificació general
- 1973. 32è de la classificació general

#### Resultats a la Volta a Espanya
- 1967. 40è de la classificació general
- 1968. 26è de la classificació general
- 1969. 35è de la classificació general
- 1970. 26è de la classificació general. Vencedor d'una etapa
- 1971. Abandona (16a etapa)
- 1972. 26è de la classificació general
- 1973. 34è de la classificació general
- 1974. Abandona (15a etapa)